# Olov Geggen
Hilbert Olov Vidar Geggen, född 21 december 1916 i Göteborg, död där 17 augusti 2006, var en svensk arkitekt. 
Geggen, som var son till hovmästare Hilmer Samuelson och Verna Svensson, avlade ingenjörsexamen vid Göteborgs tekniska institut 1938 och var extra student vid Chalmers tekniska högskola 1955. Han anställdes hos arkitekt Ragnar Ossian Swensson 1939, hos professor Gunnar Hoving 1940 och på länsarkitektkontoret i Göteborg från 1942. Han var byggnadskonsulent i Öckerö landskommun 1945–1959. Av hans verk kan nämnas Allhelgonakyrkan i Göteborg, kyrkan på Bohus-Björkö och Brännö, församlingshem på Öckerö och Hyppeln, skola och fiskaregård på Källö-Knippla, sköterskehem och Svenska Röda Korsets anläggning på Hönö samt villor och sommarstugor.

## Bilder

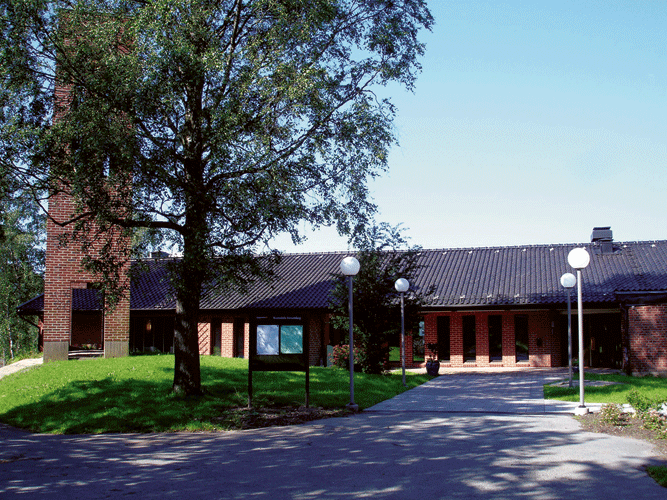
Allhelgonakyrkan
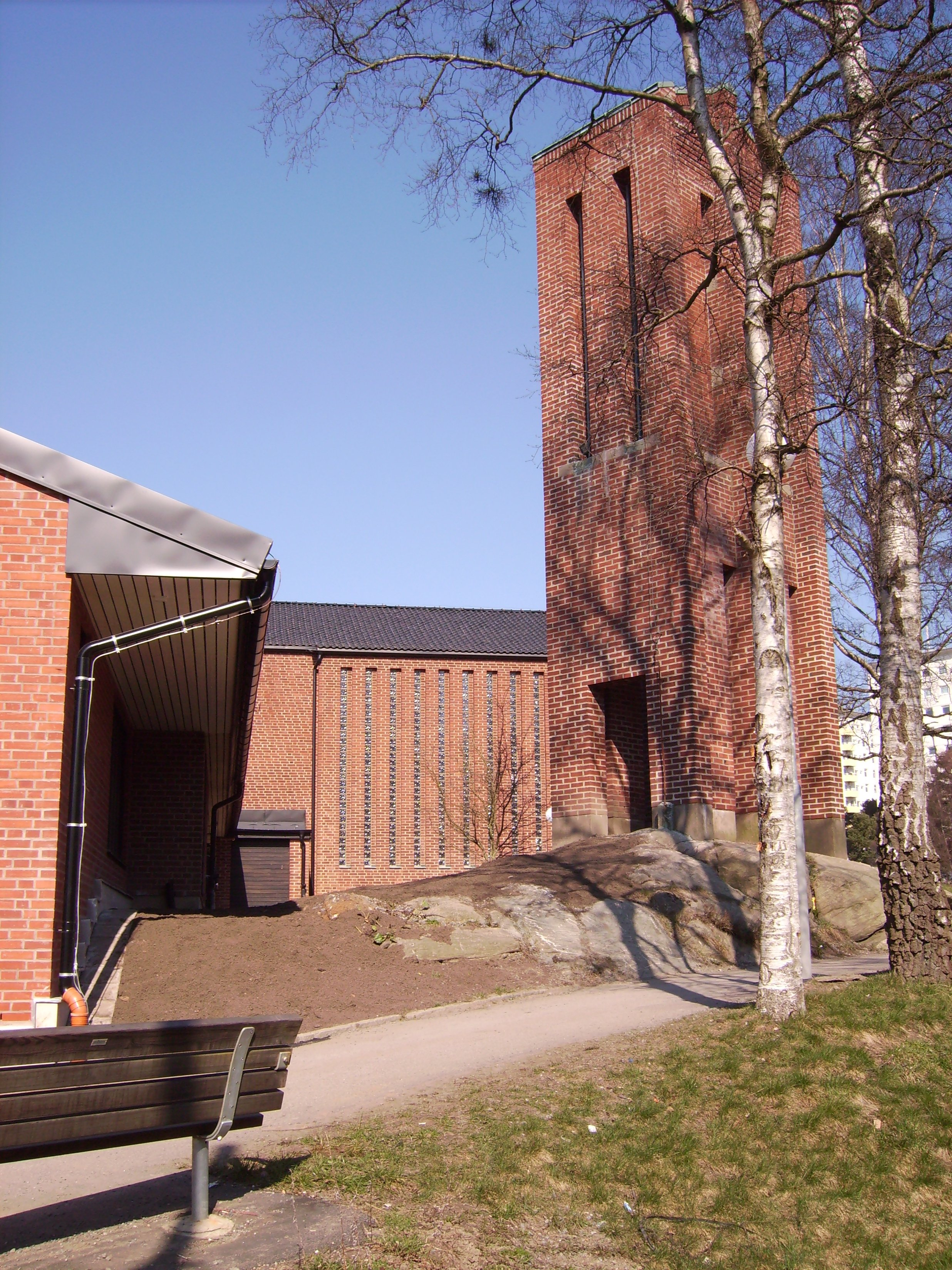
Allhelgonakyrkan, klockstapel
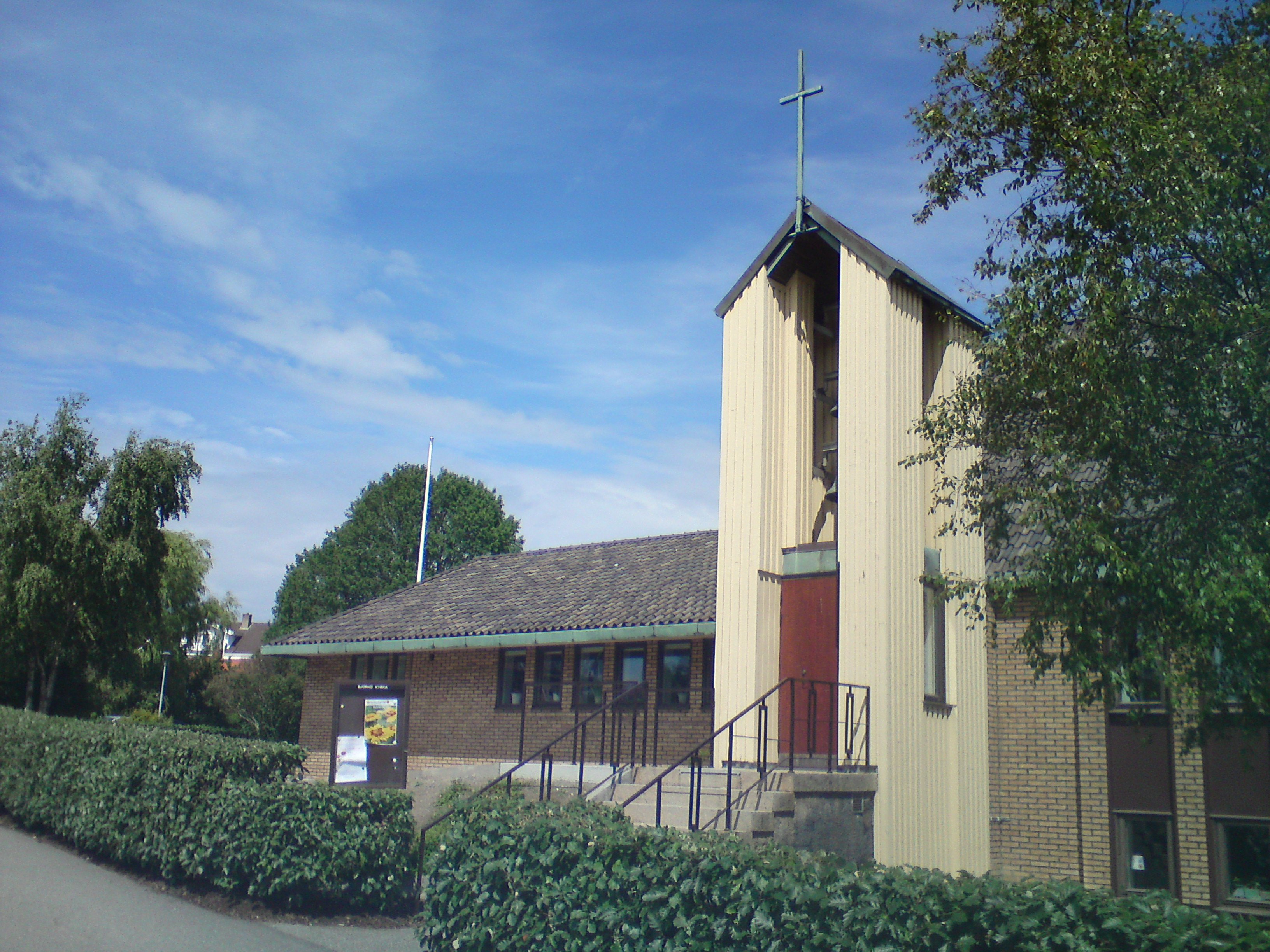
Björkö kyrka
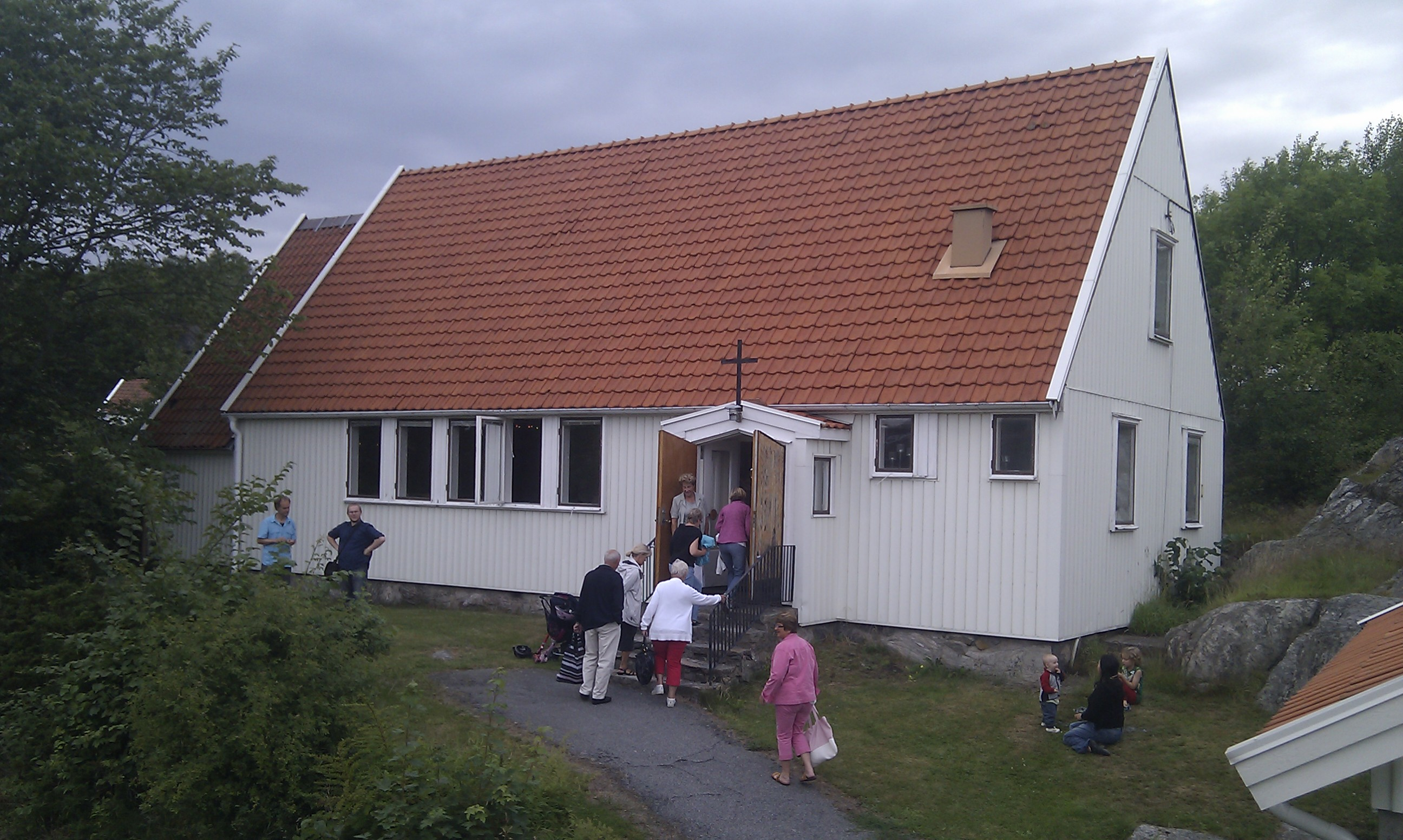
Brännö kyrk